# Grøde (ø)
 For alternative betydninger, se Grøde (flertydig). (Se også artikler, som begynder med Grøde)
Grøde (tysk Gröde nordfrisisk di Grööe) er en hallig i det nordlige Tyskland under Kreis Nordfriesland i delstaten Slesvig-Holsten. Øen er med cirka 277 ha den tredjestørste hallig i Sydslesvig. Grøde voksede i 1900-tallet sammen med den mindre nabohallig Abelland (tysk: Appelland, nordfrisisk: Åpellöön eller Aapellöön) i nord. På øen findes to værfter (eller: varfter). Et tredje værft blev ødelagt ved stormfloden i 1825.

## Geografi
Grøde er med sine om vinteren 5 indbyggere (31. december 2011) Tysklands mindste selvstændige kommune. Indbyggertallet veksler i de forskellige årstider, da halligen på grund isskruninger og storme om vinteren ofte kan være isoleret fra omverdenen. Kommunen har et areal på 2,52 km² og omfatter foruden Grøde også den ikke altid beboede hallig Habel.
Grøde er omgivet med en stenkant og mister derigennem ingen land ved stormfloder. Alligevel bliver Grøde årligt oversvømmet omkring værftene gennemsnitlig tyve til tredive gange ved Landunter (landunder). Begge værfter er omgivet af ringdiger og kan dermed modstå stormfloder. Alle beboelseshuse har på 1. etage et beskyttelsesrum, som står på fire betonpæle, der er gravet ca. 4 meter ned i værftjorden. Neu-Peterswarft, der blev ødelagt i slutningen af 1800-tallet, anvendes i nutiden som lagerplads for byggematerialer. Siden 1976 har Grøde været forbundet med fastlandet med en strøm- og vandledning.
På Knudsværft er der fire gårde, og på Kirkeværftet er der et hus med kirken, kirkegården, skolen og lærerlejligheden. Skolen og lærerlejligheden har siden 2012 stået tom. Grøde Kirke har et alter med dele af et renæssance-alter fra 1592 samt en prædikestol og døbefont af træ fra 1500-tallet. Kirkeskibet med Dannebrog er fra 1800-tallet. Der er en gang om måneden gudstjeneste på halligen.

## Økonomi
Indbygernes hovedindtægt er udlejning af ferielejligheder og en lille biindtægt med landbrug, hvor græsengene drives i fællesskab.

## Trafik
Færgerne Rungholt og Seeadler sejler fra fastlandhavnen Slutsil (Schlüttsiel) til Grøde. Der findes ingen regelmæssig færgeplan. Fra havnen Strucklahnungshörn på Nordstrand sejler jævnligt udflugtskibet Adler V. På Grøde er der ingen biltrafik. Foruden færgens anlægsplads er der en lille lystbådehavn.

## Billeder
- Grødes beliggenhed i Nordfrisland/Vestslesvig
- Grøde med udsigt til Knudsværft (t.v.) og Kirkeværft (t.h.)
- Knudsværft
- Knudsværft i 1895
- Halligen Grøde i 1895
- Kirkeværft med kirke, kirkegård og skole
- Kirken
- Grødes lystbådehavn
- Gadekær (drikkevandsbassin)
- Luftfoto af Grøde